# 30º Reggimento fanteria "Pisa"
Il 30º Reggimento fanteria "Pisa" è stata un'unità militare del Regio Esercito Italiano e successivamente con la denominazione di 30º Battaglione meccanizzato "Pisa" dell'Esercito Italiano.

## Storia

### Le origini
Viene formato il 5 maggio 1859, per decreto del Governo provvisorio della Toscana, con il nome di 2º Reggimento di linea, mediante la riunione dei battaglioni V e X di linea granducali.

### La storia recente

Fregio dell'Arma di Fanteria dell'Esercito Italiano (usato per la Fanteria di Linea)

## Onorificenze

### Decorati
Medaglie d'Argento al Valor Militare
- Giovanni Avallone, da Torre Annunziata (Napoli), aspirante ufficiale 30 reggimento fanteria.

(Case Zocchi (Ferragh-Sisemol), 10 novembre 1917)
- Enrico Badano, da Calizzano (Genova), sergente 30 reggimento fanteria.

(Case Zocchi (Sisemol) 10-11 novembre 1917)
Medaglia d'oro e di bronzo al valor militare
- Paolo Capasso, da Agerola (Distretto militare di Nola), tenente di complemento

(Groviglio (Carso) 29 giugno 1916)

## Stemma
Scudo Partito: nel primo di rosso, alla croce di Pisa d'argento; nel secondo d'argento, alla banda d'azzurro, carica di una stella del campo; al capo d'oro
Corona turrita.
Ornamenti esteriori:
lista bifida: d'oro, svolazzante, collocata sotto la punta dello scudo, incurvata con la concavità rivolta verso l'alto, riportante il motto: "NON PROELIA SED VICTORIAS NUMERO"
onorificenza: accollata alla punta dello scudo con l'insegna dell'Ordine Militare d'Italia pendente al centro del nastro con i colori della stessa.
nastri rappresentativi delle ricompense al Valore:

## Insegne e Simboli
- Il fregio della Fanteria è composto da due fucili incrociati sormontati da una granata con una fiamma dritta su cui è riportato il numero "30".
- Le mostrine del reggimento sono nere rettangolari con tre strisce verde scuro nel senso della lunghezza. Alla base della mostrina è inserita la stella argentata a 5 punte bordata di nero, simbolo delle forze armate italiane.

## Motto del Reggimento
non proelia sed victorias numero. Il significato del motto del Reggimento è: "Non conto le battaglie ma le vittorie".